# 에두아르트 슈프랑어
에두아르트 슈프랑어(Eduard Spranger, 1882년 6월 27일 ∼ 1963년)은 독일의 철학자, 심리학자, 교육학자이다.

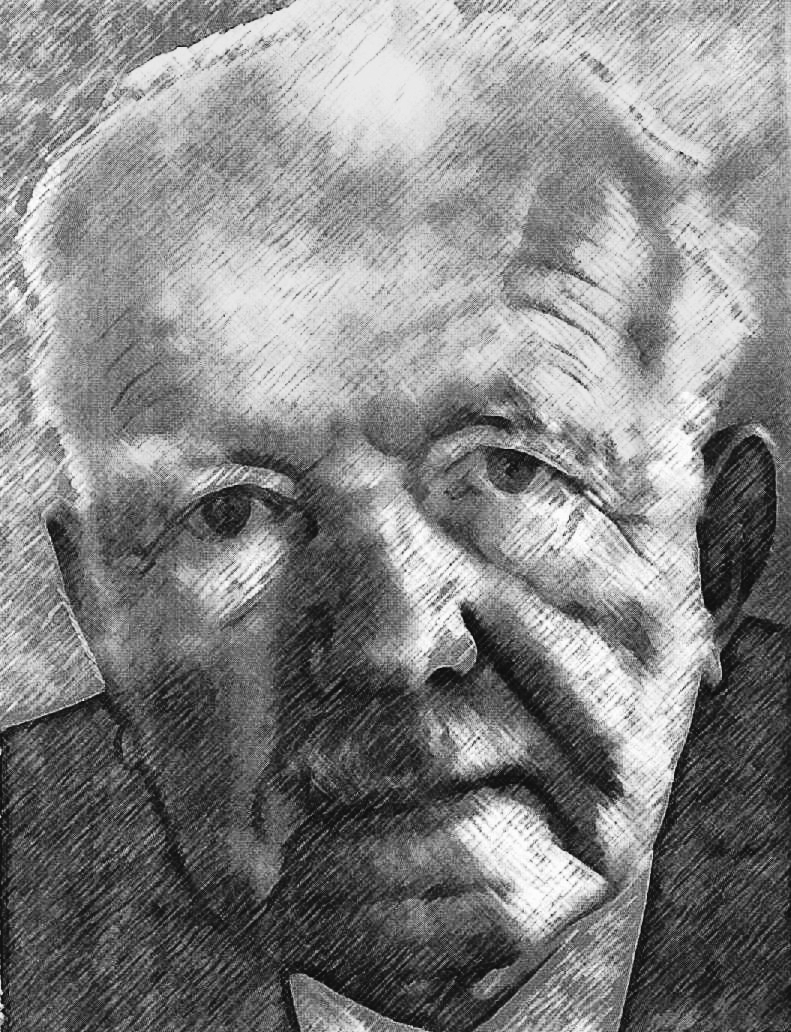
에두아르트 슈프랑어(Eduard Spranger)

## 생애
1882년 6월 27일 독일 베를린에서 태어났다. 1912년 에두아르트는 당시 교육계와 철학계에서 거목으로 자리매김하고 있었던 게오르크 케르셴슈타이너와 인간적·학문적인 친분을 쌓기 시작했다. 이러한 개인적 친분 관계는 케르셴슈타이너가 죽은 1932년까지 지속되었다. 특히 직업학교 제도의 구축을 위한 케르셴슈타이너의 업적은 후에 슈프랑어에게 학문적 전범으로 작용했으며, 슈프랑어의 교육 이론 및 직업교육 이론 전반에 걸쳐 지대한 영향을 주었다. 오랫동안 슈프랑어는 자신이 구상하는 교육학의 핵심 요소를 중심으로 이론 작업을 한 결과, 《청년기의 심리학》이라는 논문을 발표하게 된다. 1924년 저서로 출간된 이 논문은 슈프랑거의 네 번째 대작으로서 1979년까지 11개 국어로 번역되었다. 이로써 슈프랑어의 학문적 명성은 전 세계적으로 부각되었다. 1920년대 중반을 지나면서 슈프랑어의 저작들은 사회과학적 논쟁을 위해 범위와 폭을 달리하게 된다. 그는 자신만의 고유한 철학 및 교육 사상의 틀을 가지고 변증신학, 셸러, 슈펭글러, 베버류의 철학과 사회학, 심리학, 심리분석 등 새로운 학문 그리고 파시즘, 마르크시즘, 민주주의 이론으로 대표되는 당시 정치학 영역과 지상 논쟁을 시작한다. 당시 이렇게 시작된 슈프랑어의 사회과학적 논쟁은 1950년대에 들면서 그가 ‘문화비판’이라는 삶의 전체적 주제에 몰입할 수밖에 없도록 했으며, 이는 슈프랑어 만년의 사상 체계 정립에 중심 관점으로 부각되었다. 평생 동안 777편의 논문을 썼으며, 네 권의 단행본을 펴냈다.

### 아동 - 청소년기
비스마르크 시대의 베를린은 왕의 통치하에 있었으며 공업과 기술이 급격하게 발달하고 있었다. 책임과 의무로 대표되는 프로이센 정신으로 양육되었다. 1888년 레알김나지움에 입학하였다. 1894년 비스마르크의 졸업으로 유명한 프란체스코 교단의 그라우 수도원에 있는 인본주의 김나지움으로 진학했다. 1900년 베를린 대학교에 입학하여 철학을 공부했다.

## 주요 저서

### 삶의 형식들
이 책은 슈프랑거의 세 번째 단행본으로 1914년 첫 번째 판이 발간되었으며 7년 후인 1921년 제2판이 개정판으로 완성되었다. 이 작품은 슈프랑거가 자신의 독특한 철학적 사고를 처음으로 체계화한 초고 수준이었지만, 오늘날 정신과학 및 문화철학 분야에서는 상당히 비중 있는 작품이라는 평가를 받고 있다. 아울러 이 작품은 이상적(理想的) ‘삶의 유형’에 대한 인간형을 제시하는 ‘개성심리학’ 또는 ‘이해심리학’으로서 당시 심리학 논쟁에서 ‘이해 방법’에 기준으로 작용할 정도로 정교하게 설계되었다고 평가된다.
1920년대 당시 독일 철학은 헤겔의 관념주의 이상론에 염증을 느끼고 쇠렌 키르케고르의 실존주의적 입장에 의존하고 있었다. 그러나 슈프랑거는 모든 철학적, 사상적 결정과 판단은 오로지 ‘역사 인식’에 의해서만 가능하다고 주장했다. 여기서 역사 인식은 ‘역사 의미에 대한 인식’을 말한다. 당시 슈프랑거가 가장 심각하게 고민했던 것은 인류가 점점 삶의 ‘의미’를 잃어가고 있다는 사실이었다. 딜타이와 마찬가지로 슈프랑거에게도 ‘삶은 역사’다. 따라서 삶의 위기는 역사의 위기다. 그런데 슈프랑거는 의미 위기를 극복하기 위해서 우선 초개인적, 역사적 내용을 의식해야 했다. 왜냐하면 삶에서 의미 있는 내용들은 항상 역사로부터 의식으로 표현되기 때문이다. 또한 현재의 현실 의식은 예외 없이 의미 있는 내용을 토대로 해서만 스스로 구축된다. 슈프랑거는 이러한 내용들을 ‘문화(文化)’라고 규정했다. 달리 말하면, 문화는 역사 속에서 발생하는 정신의 객관물이다. 따라서 삶을 이해하기 위해서는 역사 속에서 정신의 객관으로 현현하는 문화를 해석해 내는 일이 필연적이다. 더 나아가 그는 역사적으로 발생하는 문화를 객관적 정신 내지 객관화정신으로 간주하고 그것의 영원한 법칙을 찾아내는 데 주력했다. 슈프랑거에게 삶은 역사고 동시에 문화라는 객관으로 나타난다. 따라서 그에게 삶의 위기는 역사의 위기이며 동시에 문화의 위기다. 또한 삶의 의미를 상실하는 것은 곧 문화적 의미의 상실을 뜻한다.